# Jhumpura
Jhumpura è una suddivisione dell'India, classificata come census town, di 5.265 abitanti, situata nel distretto di Kendujhar, nello stato federato dell'Orissa. In base al numero di abitanti la città rientra nella classe V (da 5.000 a 9.999 persone).

## Geografia fisica
La città è situata a 21° 51' 57 N e 85° 33' 25 E.

## Società

### Evoluzione demografica
Al censimento del 2001 la popolazione di Jhumpura assommava a 5.265 persone, delle quali 2.763 maschi e 2.502 femmine. I bambini di età inferiore o uguale ai sei anni assommavano a 707, dei quali 374 maschi e 333 femmine. Infine, coloro che erano in grado di saper almeno leggere e scrivere erano 3.594, dei quali 2.070 maschi e 1.524 femmine.